# كلية الطب (جامعة المغتربين)
كلية الطب هي إحدى كليات جامعة المغتربين السودانية، منهج الكلية يتبع النظام الفصلي المعدل ونظام الساعات المعتمدة حيث تتم دراسة المنهج في عشرة فصول دراسية ما يعادل 203 ساعات معتمدة بحساب الساعة المعتمدة – تعادل ساعة محاضرة زمنية أو ساعتين عملي أو تدريس سريري لفترة فصل كامل. تستغرق الدراسة 5 سنوات (ما يعادل 196 أسبوع).

## أقسام الكلية
تتكون كلية الطب بالجامعة من الشعب التالية:-
1. شعبة التشريح
2. شعبة وظائف الأعضاء
3. شعبة الكيمياء الحيوية
4. شعبة علم الأدوية
5. شعبة الأحياء الدقيقة
6. شعبة الباطنية
7. شعبة الجراحة
8. شعبة طب المجتمع
9. شعبة علم الأمراض
10. شعبة النساء والتوليد
11. شعبة طب الأطفال

## شهادة التخرج
يُمنح شهادة البكالريوس في الطب والجراحة للطلاب بعد إكمال المقرر من قِبَل الجامعة